# Championnat d'Italie de football de deuxième division 1976-1977
Navigation
Édition précédente Édition suivante
La saison 1976-1977 de Serie B, organisée par la Lega Calcio pour la trente-et-unième fois, est la 45e édition du championnat de deuxième division en Italie. Les trois premiers sont promus directement en Serie A et les trois derniers sont relégués en Serie C.
À l'issue de la saison, le Lanerossi Vicenza termine à la première place et monte en Serie A 1977-1978 (1re division), accompagné par le vice-champion, l'Atalanta Bergamo  et le troisième Pescara Calcio.

## Compétition
Le classement est établi sur le barème de points suivant :
- Victoire : 2 points
- Match nul : 1 points
- Défaite, forfait ou abandon du match : 0 point

La différence de buts départage les égalités de points dans la zone de relégation uniquement. 

### Classement
| Rang | Équipe            | Pts | J  | G  | N  | P  | Bp | Bc | Diff |
| ---- | ----------------- | --- | -- | -- | -- | -- | -- | -- | ---- |
| 1    | Lanerossi Vicenza | 51  | 38 | 18 | 15 | 5  | 47 | 28 | +19  |
| 2    | Atalanta Bergamo  | 49  | 38 | 19 | 11 | 8  | 44 | 26 | +18  |
| 3    | Pescara Calcio    | 49  | 38 | 17 | 15 | 6  | 45 | 32 | +13  |
| 4    | Cagliari Calcio R | 49  | 38 | 17 | 15 | 6  | 45 | 32 | +13  |
| 5    | AC Monza P        | 48  | 38 | 17 | 14 | 7  | 46 | 27 | +19  |
| 6    | Côme Calcio R     | 41  | 38 | 12 | 17 | 9  | 35 | 27 | +8   |
| 7    | US Lecce P        | 39  | 38 | 13 | 13 | 12 | 33 | 32 | +1   |
| 8    | Varèse Calcio     | 38  | 38 | 12 | 14 | 12 | 41 | 37 | +4   |
| 9    | Tarente Sport     | 37  | 38 | 12 | 13 | 13 | 32 | 31 | +1   |
| 10   | Ascoli Calcio R   | 37  | 38 | 12 | 13 | 13 | 41 | 43 | -2   |
| 11   | Sambenedettese    | 37  | 38 | 9  | 19 | 10 | 27 | 31 | -4   |
| 12   | Rimini Calcio P   | 33  | 38 | 9  | 15 | 14 | 25 | 27 | -2   |
| 13   | Palermo           | 33  | 38 | 8  | 17 | 13 | 29 | 41 | -12  |
| 14   | Modène FC         | 32  | 38 | 10 | 12 | 16 | 28 | 35 | -7   |
| 15   | Avellino          | 32  | 38 | 10 | 12 | 16 | 27 | 37 | -10  |
| 16   | Brescia           | 32  | 38 | 9  | 14 | 15 | 35 | 46 | -11  |
| 17   | Ternana Calcio    | 32  | 38 | 11 | 10 | 17 | 32 | 45 | -13  |
| 18   | S.P.A.L.          | 31  | 38 | 6  | 19 | 13 | 29 | 37 | -8   |
| 19   | Calcio Catane     | 31  | 38 | 6  | 19 | 13 | 26 | 44 | -18  |
| 20   | Novara Calcio     | 29  | 38 | 7  | 15 | 16 | 34 | 48 | -14  |

|  | Promotion en Serie A                        |
|  | Relégation en Serie C                       |
|  | P : Promu de Serie C R : Relégué de Serie A |

- Atalanta Bergamo, Pescara Calcio et Cagliari Calcio étant à égalité de points une triangulaire est organisée pour déterminer les deux promus. Cagliari avec un match nul et une défaite reste en Serie B, Bergame (1 victoire et 1 nul) et Pescara avec 2 matchs nuls montent en Serie A.